# Portretul unui gentilom (Lotto)
Portretul unui gentilom este o pictură în ulei pe pânză realizată în jurul anului 1535 de Lorenzo Lotto, acum în Galeria Borghese din Roma. Prima dată apare în registrul scris în 1790, când este menționat într-un inventar al galeriei.
Datarea se bazează pe asemănări stilistice cu alte lucrări ale lui Lotto realizate la mijlocul anilor 1530. O teorie cu privire la subiectul tabloului vorbește despre condotierul albanez Mercurio Bua, care a murit în timp ce lucra pentru Veneția în jurul anului 1542. Scena văzută prin fereastră în fundalul din stânga îl prezintă pe Sfântul Gheorghe și dragonul, un subiect popular în cadrul comunității balcanice din Veneția.
O altă teorie cu privire la subiect vorbește despre autoportret al artistului, dar simbolurile prezente contrazic acest lucru - acestea includ petalele de flori și un craniu miniatural pe masă. Subiectul își ține mâna pe splină, despre care pe atunci se spunea că este organul care reprezintă melancolia sau doliul. Aceasta, cele două inele pe arătător și costumul său negru s-ar potrivi cu identificarea cu Bua, care era văduv în 1524.